# Michel Amlingue
Michel Amlingue, (né le 16 janvier 1744 à Trèves (Allemagne), décédé le 7 février 1816), est un facteur d’instruments à vent de la famille des bois (clarinettes, flûtes, hautbois et bassons) à Paris , inventeur des corps de rechange de clarinette.

## Biographie
Michel Amlingue naît le 16 janvier 1744 à Trèves et arrive à Paris en 1760. A son arrivée d'Allemagne, Michel Amlingue habite dans l’enclos des Quinze-Vingts comme de nombreux artisans allemands protestants. Il devient tourneur sur bois en 1766.
Il est actif comme facteur d'instruments en bois à partir de 1772 et fournit l'armée française. Il apparait en France comme l'inventeur des clarinettes avec corps de rechange qui peuvent être utilisés dans les orchestres et à l'opéra dès les années 1770 (voir correspondance de Jacques François Simiot avec François-Joseph Fétis, 1829): clarinette en si bémol avec corps de rechange en la, clarinette en ut avec corps de rechange en si.
En tant que facteur, il est spécialiste dans la fabrication des clarinettes (de 3 clefs en début de carrière jusqu'à 13 clefs à la fin de sa carrière) et atteint au statut de Maître de la communauté des  « faiseurs d'instruments de musique à Paris » en 1780. Considéré comme un grand facteur de clarinettes, il répond aux commandes royales.
Michel Amlingue s'installe, vers 1782, rue du Chantre jusqu'en 1789 et changera d'adresses à plusieurs reprises: rue des Petits-Champs (1802), 15 rue Croix-des-Petits-Champs (1809), rue Saint-Honoré (1816-1819, 1820) ...
Il est attribué à Michel Amlingue l'un des rares cors de basset courbes, fabriqués et utilisés en France dans la deuxième moitié du XVIIIe siècle.
Une anecdote indique que lors d'un voyage à Paris, le clarinettiste suédois Bernhard Henrik Crusell achète en 1803 un bec chez Michel Amlingue sur le conseil de son professeur Jean-Xavier Lefèvre au conservatoire de Paris.
À la mort en 1806 de sa femme Marie Catherine Ducollet, l'inventaire de son magasin indique plus d'une centaine de clarinettes, dont trois en ébène; il subsiste désormais une vingtaine de clarinettes dans les collections contemporaines,.
Il décède en 1816. Son fils François-Michel Amlingue (1781-25 mars 1844) continue l'activité de facture instrumentale jusqu'en 1830 et marque les instruments avec le poinçon de son père  « AMLINGUE / A PARIS» ou avec le nom  « AMELINGUE » rendant difficile la reconnaissance des instruments. Le magasin est ensuite installé au 1 rue du Roule (1819,1820-1826) puis au 5 rue de Bussy (1826-1830).